# Escudo de Marsella
El escudo de la ciudad de Marsella tiene atestiguada su existencia desde el siglo XIV. La versión vigente fue adoptada en el año 1883.
Su Blasonamiento es el siguiente:

En campo de plata, una cruz de azur. Lleva acolados un tridente y un caduceo de plata puestos en sotuer. Por soportes, de lo mismo, en la diestra, un toro rampante y guardante y, en la siniestra, un león rampante. Al timbre una corona mural de ocho torres, cinco a la vista. Por divisa "Actibus immensis urbs fulget Massiliensis" de sable, en una lista de plata.

## Descripción
El blasón propiamente dicho de Marsella consiste en un campo de plata (color blanco) con una cruz de azur (color azul). Tiene su origen el los colores de la bandera de la ciudad. Detrás del escudo propiamente dicho aparecen colocados un tridente y un caduceo de plata puestos en sotuer (en aspa). El tridente se asocia con los mares y la pesca. El caduceo suele ser presentado como símbolo del comercio.
Los soportes heráldicos, las figuras que flanquean el escudo, son la figura de un toro y de un león, ambos de plata. El toro, situado en la diestra del escudo (izquierda del espectador), es rampante y guardante (erguido y mirando al espectador). El león es rampante.
En el timbre, se muestra una corona mural francesa de capital, de plata. La corona mural, de origen romano, es la que suelen emplear las corporaciones municipales como emblema de su poder y autoridad. En Francia, la corona mural de la capital es la que posee  ocho torres, cinco a la vista. En el escudo, escrito con letras de sable (color negro) sobre una cinta blanca situada en su parte inferior, también se muestra el lema de la ciudad «Actibus immensis urbs fulget Massiliensis», que en latín significa "La ciudad de Marsella resplancede por sus grandes logros".

## Historia
Los vizcondes de Marsella inicialmente utilizaron en sus emblemas la cruz de los condes de Forcalquier, esta cruz que posteriormente se reprodujo en las monedas acuñadas en la ciudad durante la Edad Media.
El pabellón de la ciudad de Marsella, una bandera de color blanco con una cruz azul, tiene la peculiaridad de ser más antiguo que el escudo de armas. La cruz se adoptó como símbolo de las Cruzadas, ya que en aquella época, (Siglos XI-XIII) en los puertos de embarque para acudir a Tierra Santa se izaban pabellones cargados con cruces como señal característica de los puertos seguros.
La primera referencia documentada del emblema de Marsella está fechada en 1254, se trata de unos estatutos de la ciudad que prescribieron su uso: «de vexillo cum cruce communis Massilie portando in navibus et de alio vexillo». En 1257, en el acuerdo que la ciudad firmó con Carlos de Anjou, conde de Provenza se afirmó que «en tierra y en mar, en sus buques, galeras y otros instalaciones, continuarán mostrando  la bandera de su municipio conforme a la forma habitual y únicamente el estandarte del señor Conde será izado en el lugar más honorable». En aquel mismo año apareció el lema de la ciudad, en provenzal medieval: «De grands fachs resplend la cioutat de Marseilles» escrito con grafía de la época. La representación gráfica más antigua del escudo se remonta al siglo XIV,  pertenece al Libro Rojo de la ciudad en una iluminación en el que aparece representado un juramento realizado en una viguerie, un tribunal administrativo de la Francia medieval. En esta escena se pueden observar cuatro cruces de azur sobre un fondo de plata. Aunque Marsella estuvo incluida la lista de  «Bonnes Villes» del rey de Francia, nunca aumentó sus armerías con el antiguo "Jefe de Francia", un jefe heráldico de azur cargado con tres flores de lis de oro, pese a tener el derecho para utilizarlo.
Con el transcurso del tiempo, se multiplicaron las representaciones de las armerías de la ciudad (dibujadas, pintadas, impresas o esculpidas) talladas en fachadas de edificios públicos o decorando objetos. Los artistas ornamentaron el escudo propiamente dicho con diferentes elementos en función de  los gustos de la época, sin ajustarse a pautas fijas. Hasta 1699, el escudo no fue registrado con carácter oficial en un Armorial général fruto de un edicto establecido por Colbert que reguló los blasones.
El 21 de junio de 1790, la Asamblea Nacional Constituyente decretó la abolición de los símbolos heráldicos ya que les consideraba demasiado asociados con la nobleza, desapareciendo de todos los documentos oficiales la cruz de azur. El 17 de mayo de 1809, durante el Primer Imperio, se permitió por decreto que los municipios recuperasen sus antiguos blasones. Marsella pudo disfrutar de este derecho en 1810. Se diseñaron unas nuevas armas ajustadas a las pautas de la heráldica napoleónica: «en campo cortado; en el primero, de plata, una cruz de azur; en el segundo, de lo mismo, un trirreme de oro sobre un mar de sinople; al jefe de gules cargado con tres abejas de oro». Sin embargo las armas napoleónicas no llegarían a ser utilizadas nunca. Durante la Restauración borbónica, Luis XVIII confirmó mediante patente real, que se adornase el blasón de la ciudad con un toro armado con un tridente y un león sosteniendo un caduceo, semejantes a los mostrados en el Armorial de 1699.
En 1826, se aprobó una nueva versión en la que se introdujo una corona mural y los soportes fueron sustituidos por una cornucopia y un tridente acompañados por la inscripción "Massilia civitas" (en latín, Ciudad de Marsella). Esta composición todavía se utiliza en un sello oficial del municipio.
El escudo grande, destinado a los documentos oficiales, data de 1883 y fue diseñado por Joseph Laugier, un conservador del Gabinete de Monedas y Medallas. En él se mantuvo la corona mural y se recuperaron el toro, el león y el lema de la ciudad.